# سیارک ۸۰۴۶
سیارک ۸۰۴۶ (به انگلیسی: 8046 Ajiki، نامگذاری:1995BU) هشت هزار و چهل و ششمین سیارک کشف شده‌است که در ۲۵ ژانویه ۱۹۹۵ کشف شد.